# Safira Moreira
Safira Moreira (Salvador, 1991) é uma fotógrafa, roteirista e diretora de cinema que trabalha principalmente com imagens de pessoas negras, ao redor de uma política da memória. Seu filmeTravessia foi exibido como filme de abertura do Festival Internacional de Roterdam (IFFR) em 2019 e premiado em festivais como FRONTEIRA - Festival Internacional do Filme Documentário e Experimental, 9ª Semana (anteriormente chamado Semana dos Realizadores), Festival de Cinema Luso-Brasileiro, entre outros. 

## Obra

#### Direção cinematográfica:
- 2017 Travessia[6][4]
- 2022 Alágbedé[7]

Direção de fotografia:
- 2018 Eu, minha mãe e Wallace[1]
- 2018 Hixikanwe – Estamos Juntas[8]